# Zyprischer Fußballpokal 1974/75
Der Zyprische Fußballpokal 1974/75 war die 33. Austragung des zyprischen Pokalwettbewerbs. Er wurde vom zyprischen Fußballverband ausgetragen. Das Finale fand am 6. Juli 1975 im GSP-Stadion von Nikosia statt.
Pokalsieger wurde Anorthosis Famagusta. Das Team setzte sich im Finale gegen Enosis Neon Paralimni durch. Omonia qualifizierte sich durch den Sieg für den Europapokal der Pokalsieger 1975/76.
Alle Begegnungen wurden in einem Spiel ausgetragen. Bei unentschiedenem Ausgang wurde das Spiel um zweimal 15 Minuten verlängert. Stand danach kein Sieger fest, folgte ein Elfmeterschießen.

## Teilnehmer
| First Division (15)                                                                       | First Division (15)                                                                         | First Division (15)                                                                                   | Second/Third Division (1) |
| ----------------------------------------------------------------------------------------- | ------------------------------------------------------------------------------------------- | --- | ------------------------- |
| - Alki Larnaka - AEL Limassol - Anorthosis Famagusta - APOEL Nikosia 1 - Apollon Limassol | - Aris Limassol - ASIL Lysi - Digenis Akritas Morphou - Enosis Neon Paralimni - EPA Larnaka | - Evagoras Paphos - Nea Salamis Famagusta - Olympiakos Nikosia - Omonia Nikosia - Pezoporikos Larnaka | - APOP Paphos 2           |

## 1. Runde
Die Spiele fanden am 28. Mai 1975 statt.
|                       | Ergebnis              |                         |
| --------------------- | --------------------- | ----------------------- |
| AEL Limassol          | 1:0                   | Digenis Akritas Morphou |
| Alki Larnaka          | 1:0                   | Aris Limassol           |
| Anorthosis Famagusta  | 7:1                   | ASIL Lysi               |
| Apollon Limassol      | 02:0 3                | APOP Paphos             |
| Evagoras Paphos       | 1:0                   | Pezoporikos Larnaka     |
| Omonia Nikosia        | 2:2 n. V. (5:4 i. E.) | Olympiakos Nikosia      |
| Enosis Neon Paralimni | 2:0                   | APOEL Nikosia           |
| Nea Salamis Famagusta | 1:1 n. V. (5:3 i. E.) | EPA Larnaka             |

## Viertelfinale
|                       | Ergebnis               |                       |
| --------------------- | ---------------------- | --------------------- |
| Anorthosis Famagusta  | 2:2 n. V. (10:9 i. E.) | Alki Larnaka          |
| Evagoras Paphos       | 0:1                    | Apollon Limassol      |
| Omonia Nikosia        | 4:0                    | AEL Limassol          |
| Nea Salamis Famagusta | 0:2                    | Enosis Neon Paralimni |

## Halbfinale
|                  | Ergebnis              |                       |
| ---------------- | --------------------- | --------------------- |
| Apollon Limassol | 0:1                   | Anorthosis Famagusta  |
| Omonia Nikosia   | 2:2 n. V. (4:5 i. E.) | Enosis Neon Paralimni |

## Finale
| Paarung               | Anorthosis Famagusta – Enosis Neon Paralimni |
| Ergebnis              | 3:2 (0:1) |
| Datum                 | 6. Juli 1975 |
| Stadion               | GSP-Stadion, Nikosia |
| Tore                  | 0:1 Giorgos Vlittis (30.) 1:1 Giannakis Mantis (54.) 1:2 Loukas Papaloukas (63.) 2:2 Fivos Vrahimis (80., Elfmeter) 3:2 Artemis Theocharous (86.)                                                                                   |
| Anorthosis Famagusta  | Fanos Stylianou – Christakis Kovis, Nikos Nikolaou, Stefanos Lysandrou – Michalis Tartaros, Artemis Theocharous, Christos Soleas, Giannakis Mantis, Antonakis Kafas – Fotos Chatzidimitrou (46. Achilleas Nikolaou), Fivos Vrahimis |
| Enosis Neon Paralimni | Demos Constantinou – Emilios Mavroudis, Loukas Papaloukas, Kizas – Giannis Mertakkas, Giorgos Sialis (46. Georgios Kezos), Cheimonas, Dimitris Koudas – Andreas Konstantinou, Giorgos Vlittis, Kyriakos Tsoukkas (60. Kyrkos)       |